# Oulmes
Oulmes ist eine ehemalige französische Gemeinde im Département Vendée in der Region Pays de la Loire. Sie gehörte zum Arrondissement Fontenay-le-Comte und zum Kanton Fontenay-le-Comte (bis 2015: Kanton Saint-Hilaire-des-Loges). Die Einwohner werden Oulmais genannt. Oulmes ist eine Commune déléguée in der Gemeinde Rives-d’Autise mit 792 Einwohnern (Stand 1. Januar 2022).

## Geografie
Oulmes liegt etwa 14 Kilometer ostsüdöstlich von Niort. Der Autise begrenzt den Ort im Nordwesten.
Umgeben wird Oulmes von den Nachbarorten Nieul-sur-l’Autise im Norden und Osten, Benet im Südosten, Bouillé-Courdault im Süden sowie Saint-Pierre-le-Vieux im Westen und Nordwesten.
Durch die Gemeinde verläuft die Autoroute A83.

## Bevölkerungsentwicklung
| Jahr                      | 1962 | 1968 | 1975 | 1982 | 1990 | 1999 | 2006 | 2012 |
| Einwohner                 | 552  | 542  | 550  | 589  | 591  | 639  | 727  | 792  |
| Quelle: Cassini und INSEE |      |      |      |      |      |      |      |      |

## Sehenswürdigkeiten
Siehe auch: Liste der Monuments historiques in Rives-d’Autise#Oulmes

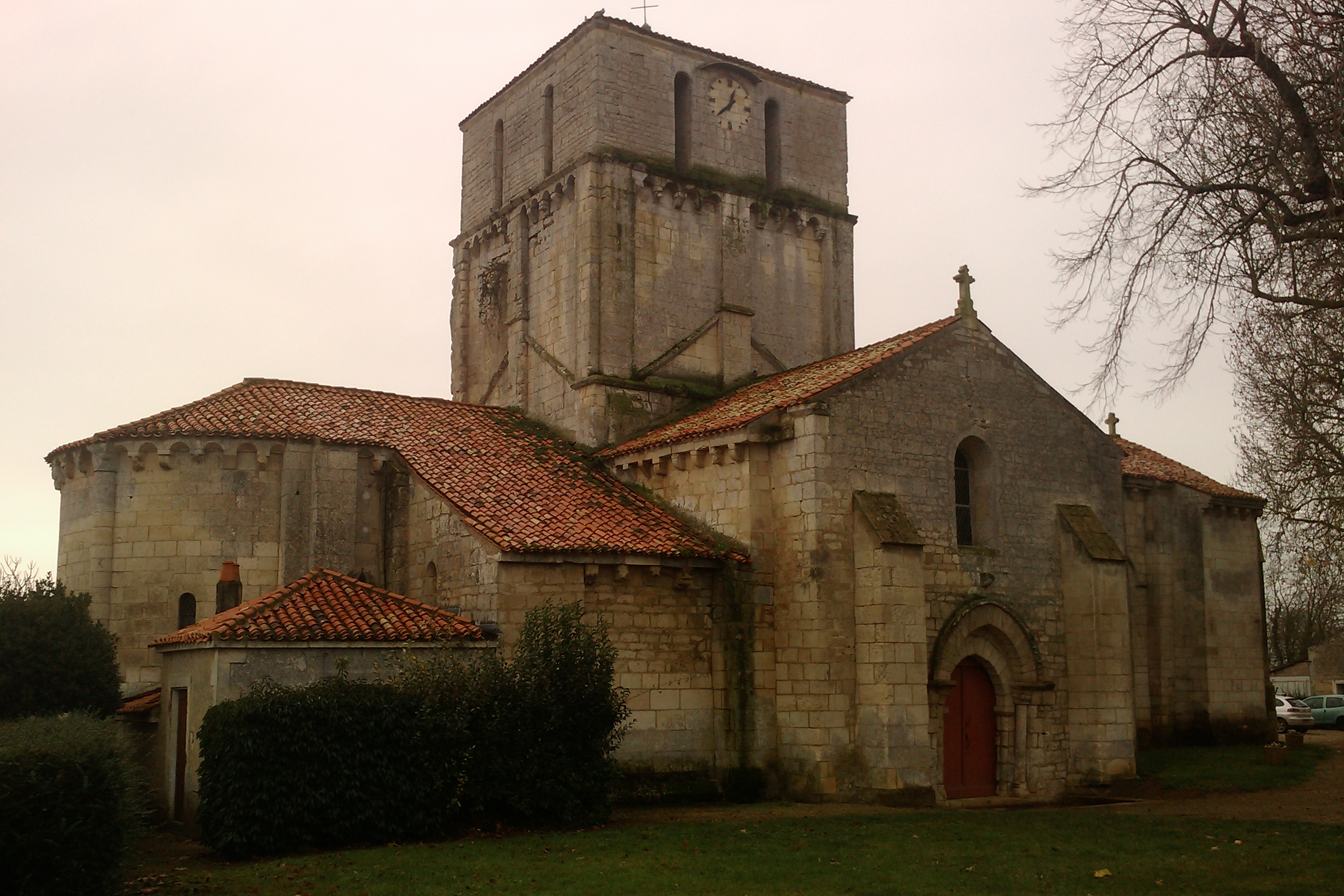
Kirche Notre-Dame

- Kirche Notre-Dame